# Jorge Rossi Chavarría
Jorge Rossi Chavarría (Cartago, 25 de enero de 1922 - San José, 3 de enero de 2006) fue un político, abogado, empresario costarricense y uno de los fundadores del Partido Liberación Nacional (PLN),  Vicepresidente de la República de Costa Rica de 1970 a 1974 y Diputado de 1986-1990.

## Biografía
Era hijo de José Rossi Monge
y Amalia Chavarría Flores. A los 15 años, fue Campeón nacional de ajedrez de segunda categoría (1937). 
Obtuvo la Licenciatura en Derecho en la Universidad de Costa Rica y se incorporó al Colegio de Abogados el 12 de junio de 1945, con el número 476. En sus estudios de derecho coincidió con el futuro presidente de Costa Rica Daniel Oduber Quirós (1974-1978) y con Emilio Valverde Vega, varias veces Embajador de Costa Rica. Ocupó el cargo de presidente del Consejo Estudiantil Universitario. Durante la Revolución de 1948, sus hermanos Álvaro y Hernán se unieron al ejército revolucionario en la reconocida Legión Caribe.
Fue profesor de la Facultad de Ciencias Económicas y Sociales de la Universidad de Costa Rica. Durante 1947 y 1948 se desempeñó como asesor legal de la Confederación Costarricense de Trabajadores Rerum Novarum.
Cofundador del Partido Liberación Nacional (PLN) en 1951.
Desempeñó el cargo de ministro de Economía y Hacienda durante la segunda administración de Figueres Ferrer (1953-1956).

### Partido Independiente

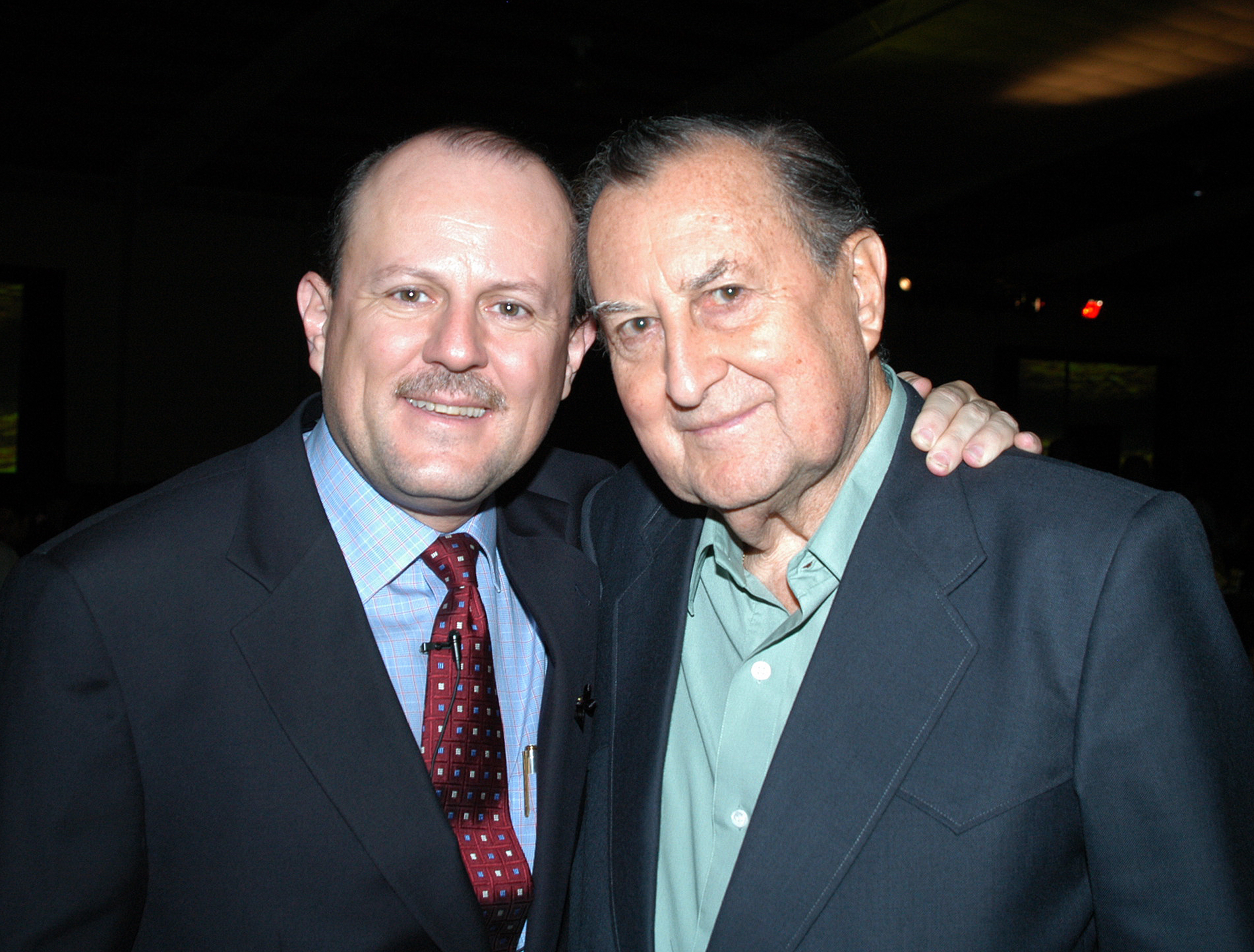
Jorge Rossi Chavarría (der.) y José Rossi Umaña.

Al acercarse las elecciones de 1958, en las filas de Liberación Nacional se fortalecía la candidatura de Francisco Orlich Bolmarcich, don Chico, pero el presidente José Figueres consideró conveniente que hubiese un segundo candidato y se lo propuso al entonces ministro de Economía y Hacienda, quien aceptó el reto. A partir de ese momento la tendencia de los rossistas se fue fortaleciendo y no había una clara diferencia entre los dos precandidatos. La lucha se planteó a nivel de Asambleas de Distrito, Cantonales, Provinciales y Nacional. El 4 de octubre de 1956, en la Asamblea Distrital del centro de Cartago, de donde Rossi era oriundo, perdió la votación pero aparecieron 68 votos cuando solo había 65 asambleístas presentes. Los rossistas acusaron un fraude y pidieron tiempo para organizarse, también el cambio de sistema de elección y un acuerdo para nombrar al presidente del Comité Ejecutivo del Partido, pero fueron desoídos. En ese momento el presidente Figueres estaba en Europa, pero al volver les propuso a ambas tendencias enfrentarse en una Convención conjunta. Rossi aceptó pero Orlich no.
El 18 de noviembre de 1956 los rossistas se separaron del Partido Liberación Nacional y fundaron el Partido Independiente. Para las elecciones presidenciales de 1958 se postularon además Francisco José Orlich Bolmarcich por el Partido Liberación Nacional y Mario Echandi Jiménez por el Partido Unión Nacional. Las elecciones fueron ganadas por Mario Echandi Jiménez con 102.851 votos a favor, quien se convirtió en el 35.º Presidente de Costa Rica (1958-1962). Jorge Rossi Chavarría obtuvo 23.910 votos y el Partido Liberación Nacional obtuvo 94.788. La derrota electoral de Francisco Orlich Bolmarcich le fue atribuida a Jorge Rossi Chavarría, pues se estimaba que ambas tendencias juntas habrían derrotado a Echandi. Finalmente, el Partido Independiente logró tres diputados propietarios, Fernando Guzmán Mata, Miguel Ángel Dávila y Florentino Castro Monge hijo; y como suplentes estaban Fernando Volio Jiménez y Juan Guillermo Brenes Cachimbal.

### Retorno a Liberación Nacional
A pesar de los hechos anteriores, los diputados del Partido Independiente realizaron una única fracción parlamentaria con Liberación Nacional e incluso Fernando Guzmám Mata fue presidente de la Asamblea Legislativa. Jorge Rossi y don Chico se reunieron pasadas las elecciones y restablecieron relaciones. Según Eduardo Oconitrillo en una entrevista que le hiciera, Jorge Rossi dijo estas palabras:
...después de la elección, don Chico y yo restablecimos las relaciones, no recuerdo por iniciativa de quién. Sólo puedo decir que coincidimos los dos y nos reunimos. Analizamos lo que había ocurrido y él me dijo algo que mucha gente sabe:«Jorge, yo asumo la responsabilidad de lo que pasó. No se peocupe usted». Y comenzamos a trabajar en ciertas cosas juntos.
Posteriormente, Jorge Rossi volvió al Partido Liberación Nacional y fue nombrado por el propio don Chico en su administración como director en el Banco Central. Fue elegido segundo vicepresidente de la República durante la última administración de José Figueres Ferrer (1970-1974), desempeñando en varias ocasiones la presidencia de la República en forma interina. Fue elegido diputado por la provincia de Cartago, (Partido Liberación Nacional) en la administración Arias Sánchez (1986-1990).

### La carta de don Pepe
En el año 1980, Jorge Rossi escribió a don Pepe para que le manifestara por escrito sus consideraciones sobre los eventos de 1958 y el 15 de mayo de 1981, le contestó:
Le contesto ahora por amable solicitud suya, en momentos de infortunio familiar y amistoso. Acaba de fallecer nuestra querida Virginia, su señora esposa, y usted mismo sale para Houston, Estados Unidos, en procuda de su propia salud, que Dios preserve.
Varias veces le he manifestado que yo estoy dispuesto a a darle un cheque en blanco sobre su conducta en la creación del Partido Independiente en los años 1957/58, y todos los actos de su vida.
Usted mismo recuerda en su carta que yo le rogué, con sorpresa para usted, aceptar una vice-presidencia en mi elección presidencial de 1970. Esa fue la forma más elocuente que encontré de absolverlo de toda su supuesta culpabilidad en las incidencias de la campaña del 56/58.

### Vida de empresario
Como empresario, fundó la empresa aduanera Cormar, una de las más importantes del país y fue uno de los principales impulsores de la producción bananera.
En el año 2002, publicó La traición de los leales, bajo el auspicio de la UNED, un libro autobiográfico donde hace un recuento de sus vivencias a lo largo del siglo XX.
En su vida privada, fue supernumerario de la Prelatura Personal del Opus Dei. Desarrolló una importante labor social, impulsando proyectos para dotar de tierra y viviendas a campesinos y trabajadores. La dimensión exacta de su obra social es desconocida, pues siempre procuró mantenerla en el anonimato.

## Fallecimiento
Falleció en San José, el 3 de enero de 2006 a los 84 años de edad, a causa de un infarto del corazón.

### Otros datos
Desde 1983 estaba casado con Marie Bravo Rudín. Su primera esposa fue Virginia Umaña Volio (1923-1980), con quien tuvo tres hijos, Georgina, Julieta y José María Rossi Umaña. Este último fue ministro de Comercio Exterior de la Administración Figueres Olsen (1994-1998).
Recordando el ejemplo y admiración que sentía por su padre, señaló en una ocasión:
«Aprendimos de don José Rossi que si al País se le sirve en alguna oportunidad y de algún modo, ha de ser sin interés personal, con espíritu de verdadero servicio público, tal como le correspondió a él actuar».

### Obras de Jorge Rossi
- Rossi Chavarría, Jorge (1949). Curso de cooperativas. Aurora Social, San José, Costa Rica. pp. 118 p.
- Rossi Chavarría, Jorge (2000). La traición de los "leales". Editorial UNED. pp. 393 p. ISBN 9789968311991.